# Млинченко, Евгений Александрович
Евгений Александрович Млинченко (род. 11 июня 1972, Киев) — советский и украинский хоккеист, нападающий.

## Биография
Воспитанник киевского хоккея. В первенстве СССР дебютировал в сезоне 1989/90 во второй лиге в составе ШВСМ (Киев). С сезона 1991/92 играл за киевский «Сокол» в чемпионате СНГ и МХЛ. В 1995 году перешёл в нижнекамский «Нефтехимик». Перед сезоном 1999/2000 перешёл в «Воронеж», затем вернулся в «Сокол», за который играл до сезона 2003/04. 24 января 2001 года провёл единственный матч за петербургский СКА — дома против московского «Динамо» (0:3). Сезон 2004/05 провёл в польской «Унии» Освенцим, затем играл за украинский клубы «Беркут» Бровары (2005/06), «Сокол» (2006/07), АТЭК Киев (2006/07), «Белый Барс» (2007/08), «Компаньон» (2008/09), «Подол» (2010/11).
Игрок сборной Украины на чемпионате мира 1995 (группа С1) — 3 место и чемпионате мира 1996 (группа С) — 2 место.